# Carex johnstonii
Carex johnstonii är en halvgräsart som beskrevs av Johann Otto Boeckeler. Carex johnstonii ingår i släktet starrar, och familjen halvgräs. Inga underarter finns listade i Catalogue of Life.